# Ounasjärvi
Ounasjärvi (finska) eller Ovnnesjávri (nordsamiska) är en insjö i Finland. Den ligger i kommunen Enontekis i den ekonomiska regionen Fjäll-Lappland och i landskapet Lappland, i den norra delen av landet, 900 km norr om huvudstaden Helsingfors. Hetta som är det administrativa centret i kommunen Enontekis är beläget på den norra stranden av sjön. Pallas-Yllästunturi nationalpark ligger söder om den.

## Geografi
Ounasjärvi ligger 286,9 meter över havet. Den är 31 meter djup. Arean är 6,93 kvadratkilometer och strandlinjen är 39,32 kilometer lång. Sjön  ingår i Kemi älvs huvudavrinningsområde.   Den sträcker sig 5,3 kilometer i nord-sydlig riktning, och 11,8 kilometer i öst-västlig riktning.
Det finns följande öar i Ounasjärvi:
- Karjalansaari (en ö)
- Kontiosaari (en ö)
- Koivusaari (en ö)
- Säikkäränsaari (en ö)
- Ruumissaari (en ö)
- Korkeasaari (en ö)
- Kaltionsaari (en ö)
- Kalle-vainaan saari (en ö)

I övrigt finns följande vid Ounasjärvi:
- Jyppyrä (en kulle)
- Närpistöjoki (ett vattendrag)
- Palovaara (en kulle)
- Sammaljoki (ett vattendrag)
- Suonttajoki (ett vattendrag)